# Curugbarang
Curugbarang is een bestuurslaag in het regentschap Pandeglang van de provincie Banten, Indonesië. Curugbarang telt 4059 inwoners (volkstelling 2010).